# Focșani Mall
Focșani Mall (anterior European Retail Park si Promenada Mall) este un centru comercial în Focșani, România. A fost dezvoltat de fondul de investiții BelRom și deschis în anul 2008. Centrul are o suprafață totală construită de 124.195 metri pătrați, o suprafață închiriabilă de 44.000 de metri pătrați și 1.250 de locuri de parcare. Centrul include magazine precum Carrefour, Altex, H&M, C&A, New Yorker, Decathlon, Intersport, Deichmann, Benvenuti, Noriel și un multiplex Happy Cinema.